# Біленький Филимон
Филимон (Теофіль) Біленький (4 грудня 1902, м. Кам'янка-Струмилова, тепер Кам'янка-Бузька — пом. після 24 червня 1941, Станиславів?) — український громадський та освітній діяч, засновник «Пласту» (гетьманський скоб, скавтмастер) в Калуші. Член «УВО» та «Рідної школи», секретар філії «Просвіти» в Калуші.

## Життєпис
Народився в родині судового кур'єра Михайла Андрійовича Біленького і домогосподарки Анни Климентівни з дому Процик.
Одружився з учителькою Мончук Теклею Захарівною (її брат Йосип був провідником Галицької повітової екзекутиви ОУН), мали сина Богдана 1931 р.н.
Филимон Біленький закінчив Станиславівську українську гімназію, вчительську семінарію у Станиславові, та філософський факультет Львівського університету, навчався в Таємному українському університеті. Працював у Калуші службовцем у повітовому «Союзі кооператив» та вчителем української мови у школі. Володів мовами: польська, німецька, есперанто.
Пластун розвідник 16 куреня ім. Короля Данила, гурток «Голуб» у Станиславові. Був писарем, впорядником гуртка, інструктором у 35 курені ім. С. Тисовського в Калуші. Пластун скоб з 8 грудня 1924 року.
Филимон Біленький був референтом організації Окружної Пластової Команди в Станиславові; 5 курінь УУСП «Довбушівці» (Станиславів), 1 курінь УУСП ім. Ф. Черника у Львові. Гетьманський скоб з 8 серпня 1926 року.
Зв'язковий 45 куреня ім. Святослава Завойовника в Павелчі, скавтмастер з 4 березня 1927 року.
З 1927 року секретар Верховної Пластової Команди.
Филимон Біленький автор першої пластової марки з нагоди 15-ліття УПУ, випущеної в лютому 1927 року (на марці вказано 1926 рік).
Двічі арештований поляками: в 1924 році після нападів Летючої бригади УВО на поштові амбулянси в Калуші (звільнений через наявність тільки агентурних даних про участь і відсутність прямих доказів) та в 1930 році під час заборони Пласту.
Під час першої совєтської окупації Галичини — вчитель української мови в Калуській середній школі.
Заарештований більшовиками 24 червня 1941 року за звинуваченням щодо членства в ОУН та керівництва Калуською повітовою філією «Фронту Національної Єдності». Ймовірно, страчений у Станиславівській в'язниці без суду під час масового знищення політичних в'язнів. Кримінальна справа після двох безрезультатних серій розшуків ув'язнених закрита 25 вересня 1964 року в зв'язку з вичерпанням терміну давності.